# Констанс Чепко
Констанс Луїза Чепко (англ. Constance Louse Cepko) — американська вчена-біолог, генетик, яка працює нині в Гарвардській медичній школі.

## Біографія
Констанс Луїза Чепко народилася в Лорелі, штат Меріленд. Вона отримала бакалавра наук з біохімії та мікробіології в коледжі комп'ютерних, математичних та природничих наук Університету Меріленду. В 1982 році захистила кандидатську дисертацію в Массачусетському технологічному інституті.

## Кар'єра та дослідження
Навчаючись у докторантурі, Чепко вивчала ретровірусні вектори, які вона потім використовувала для вивчення розвитку сітківки. Науковець є колишнім керівником програми випускників біологічних і біомедичних наук Гарвардської медичної школи.

## Нагороди та відзнаки
Констанс Чепко була обрана до Національної академії наук США у 2002 році.  У 2011 році дослідниця за роботу в галузі розвитку сітківки була нагороджена премією Bressler у галузі Vision Science, яку отримують за досягнення недооцінені вчені та клініцисти у своїй галузі.